# Musée Lénine
Le musée Lénine, musée de France au sens de la loi no 2002-5 du 4 janvier 2002, était situé 4, rue Marie-Rose dans le 14e arrondissement de Paris. Il occupait l'appartement dans lequel ont vécu Lénine, sa sœur, sa femme et sa belle-mère de juillet 1909 à juin 1912.
Cet appartement a été acheté par le Parti communiste français au lendemain de la Seconde Guerre mondiale, afin d'en faire un lieu de mémoire. Alors que des rumeurs circulaient sur la vente de cet appartement depuis plusieurs années dans le contexte de repli électoral et financier du PCF, le musée Lénine a fermé en 2007,. La plaque mentionnant le passage de Lénine dans cet immeuble a été enlevée, mais sa trace sur la façade reste toujours visible.
L'appartement a ensuite été occupé par les locaux de la revue Europe. Il semble avoir été vendu pour un euro symbolique en février 2018
Le seul musée Lénine, hors de Russie, encore ouvert en permanence dans le monde serait celui de Tampere en Finlande,,.

## Description
Le musée comportait une reconstitution de l'appartement où vécut Lénine avec son épouse Nadejda Kroupskaïa et sa belle-mère, de 1909 à 1912.
En mars 1960, lors de sa visite officielle en France, Nikita Khrouchtchev a visité ce musée accompagné de Maurice Thorez, Jeannette Vermeersch et Jacques Duclos.
En 1985, lors d'une visite en France, Mikhaïl Gorbatchev a visité ce musée accompagné de Paul Amar et des caméras d'Antenne 2.